# الحرب العثمانية الصفوية (1532–1555)
الحرب العثمانية–الصفوية 1532–1555 هي واحدة من العديد من الصراعات العسكرية التي دارت بين اثنتين من أكبر الإمبراطوريات، الإمبراطورية العثمانية بقيادة سليمان القانوني، والإمبراطورية الصفوية بقيادة طهماسب الأول.

## خلفية
كان سبب الحرب هو الخلافات الإقليمية بين الإمبراطوريتين، ولا سيما عندما قرر بيه بدليس وضع نفسه تحت الحماية الفارسية. أيضا، اغتال طهماسب محافظ بغداد، وهو شخص متعاطف مع سليمان.
على الصعيد الدبلوماسي، دخل الصفويون في مناقشات مع هابسبورغ لتشكيل الحلف الهابسبورغي-الفارسي الذي من شأنه أن يهاجم الإمبراطورية العثمانية على جبهتين.

## حملة العراقين (الحملة الأولى، 1532–1536)
هاجم العثمانيون، في المرة الأولى تحت قيادة الصدر الأعظم إبراهيم باشا، ثم انضم إليه سليمان نفسه، العراق الصفوي بنجاح، واستعادوا بدليس، وشرعوا في احتلال تبريز ومن ثم بغداد في 1534. ظل طهماسب يراوغ القوات العثمانية وهو يتراجع أمامها، باعتماد استراتيجية الأرض المحروقة.

## الحملة الثانية (1548–1549)

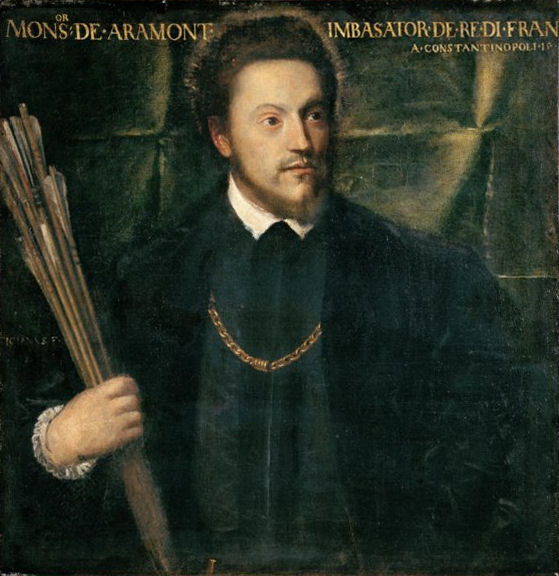
السفير الفرنسي غابرييل دي لويتز دارامون شارك في الحملة العثمانية.

حاول سليمان هزيمة الشاه بصفة نهائية، فشرع في حملة ثانية في 1548-1549. مرة أخرى، اعتمد طهماسب سياسة الأرض المحروقة، ووضع أيضا النفايات في أرمينيا. وفي الوقت نفسه، بدأ فرانسوا الأول ملك فرنسا، وهو عدو هابسبورغ، مع سليمان القانوني في تطبيق تعاهدات التحالف الفرنسي العثماني، الذي أسس رسميا في 1536، الذي من شأنه أن يشكل توازنا في مواجهة تهديد هابسبورغ. في 1547، عندما هاجم سليمان بلاد فارس، أرسلت فرنسا سفيرها غابرييل دي لويتز، لمرافقته في حملته.

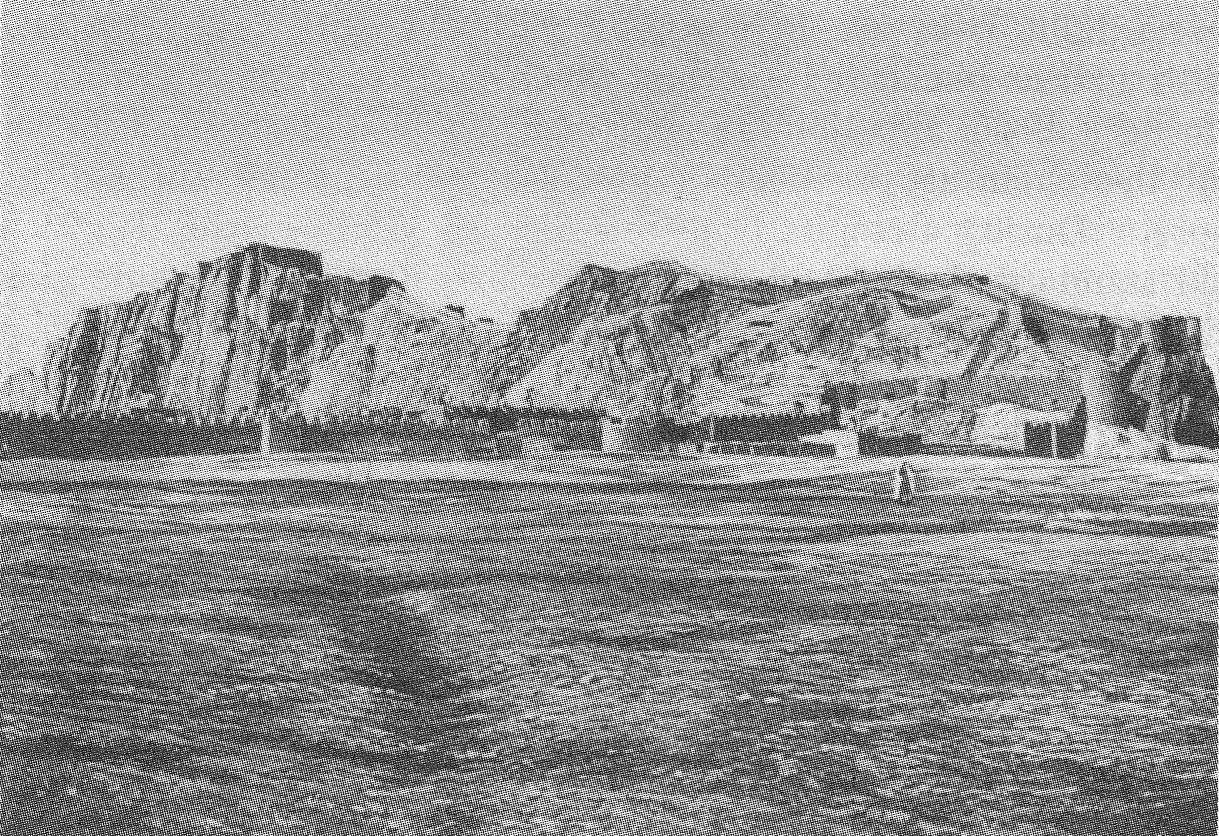
جدران مدينة وان التي ساعد غابرييل دي لويتز دارامون في فتحها.

قدم غابرييل دي لويتز المشورة العسكرية لسليمان، كما أعطى له النصح عندما بدأ في وضع المدفعية خلال حصار وان. نال سليمان مكاسب في تبريز، أرمينيا التي يحكمها الفرس، وأمن وجودا دائما في مقاطعة وان في شرق الأناضول، واحتل بعض الحصون في جورجيا.

## الحملة الثالثة (1553–1555) والتداعيات
في 1553، بدأ سليمان حملته الثالثة والأخيرة ضد الشاه، وفقد فيها أرضروم ثم استعادها مرة أخرى. أمن العثمانيون مكاسبهم الإقليمية عن طريق توقيع معاهدة أماسيا في 1555. فقد سليمان تبريز، لكنه استولى على بغداد، بلاد ما بين النهرين، أرمينيا الغربية، جورجيا الغربية، نهري دجلة والفرات، وجزء من ساحل الخليج العربي. احتفظت بلاد فارس ببقية الأراضي في شمال غرب القوقاز.
بسبب أعماله الحربية الكبيرة في بلاد فارس، كان سليمان قادرا فقط على إرسال دعم بحري محدود لفرنسا في الغزو الفرنسي العثماني لكورسيكا في 1553.